# Područna nogometna liga Koprivnica 1976./77.
Područna nogometna liga Koprivnica, također i kao Prvenstvo Nogometnog saveza područja Koprivnica je bila liga petog stupnja nogometnog prvenstva Jugoslavije u sezoni 1976./77. 
 
Sudjelovalo je 12 klubova, a prvak je bio "Borac" iz Drnja. 
 
Od sezone 1977./78. reorganizacijom natjecanja ovu ligu je zamijenila "Međuopćinska liga Koprivnica – Križevci". 

## Ljestvica
| mj. | klub                      | ut. | pob. | ner. | por. | gol+ | gol- | bod |
| --- | ------------------------- | --- | ---- | ---- | ---- | ---- | ---- | --- |
| 1.  | Borac Drnje               | 22  | 16   | 5    | 1    | 74   | 36   | 36  |
| 2.  | Podravec Torčec           | 22  | 15   | 5    | 2    | 73   | 25   | 35  |
| 3.  | Lokomotiva Koprivnica     | 22  | 12   | 6    | 4    | 80   | 30   | 30  |
| 4.  | Mladost Sigetec           | 22  | 9    | 9    | 4    | 43   | 35   | 27  |
| 5.  | Tomislav Žabno            | 22  | 9    | 5    | 8    | 46   | 43   | 23  |
| 6.  | Drava Novigrad Podravski  | 22  | 8    | 6    | 8    | 43   | 42   | 22  |
| 7.  | Bratstvo Kunovec          | 22  | 7    | 5    | 10   | 47   | 47   | 19  |
| 8.  | Javor Cubinec             | 22  | 7    | 4    | 11   | 42   | 57   | 18  |
| 9.  | Panonija Peteranec        | 22  | 6    | 5    | 11   | 38   | 53   | 17  |
| 10. | Graničar Legrad           | 22  | 4    | 6    | 12   | 23   | 32   | 14  |
| 11. | Mladost Koprivnički Bregi | 22  | 5    | 2    | 15   | 42   | 63   | 12  |
| 12. | Borac Imbriovec           | 22  | 5    | 1    | 16   | 31   | 92   | 11  |

- Žabno – tadašnji naziv za Sveti Ivan Žabno

## Rezultatska križaljka
| kratica | klub                      | BORD | BORI | BRA | DRA | GRA | JAV | LOK | MLAKB | MLAS | PAN | POD | TOM |
| --- | ------------------------- | ---- | ---- | --- | --- | --- | --- | --- | ----- | ---- | --- | --- | --- |
| BORD | Borac Drnje               |      |      |     |     |     |     |     |       |      |     |     |     |
| BORI | Borac Imbriovec           |      |      |     |     |     |     |     |       |      |     |     |     |
| BRA | Bratstvo Kunovec          |      |      |     |     |     |     |     |       |      |     |     |     |
| DRA | Drava Novigrad Podravski  |      |      |     |     |     |     |     |       |      |     |     |     |
| GRA | Graničar Legrad           |      |      |     |     |     |     |     |       |      |     |     |     |
| JAV | Javor Cubinec             |      |      |     |     |     |     |     |       |      |     |     |     |
| LOK | Lokomotiva Koprivnica     |      |      |     |     |     |     |     |       |      |     |     |     |
| MLAKB | Mladost Koprivnički Bregi |      |      |     |     |     |     |     |       |      |     |     |     |
| MLAS | Mladost Sigetec           |      |      |     |     |     |     |     |       |      |     |     |     |
| PAN | Panonija Peteranec        |      |      |     |     |     |     |     |       |      |     |     |     |
| POD | Podravec Torčec           |      |      |     |     |     |     |     |       |      |     |     |     |
| TOM | Tomislav Žabno            |      |      |     |     |     |     |     |       |      |     |     |     |
| |                           |      |      |     |     |     |     |     |       |      |     |     |     |
| podebljan rezultat - utakmice od 1. do 11. kola (1. utakmica između klubova) rezultat normalne debljine - utakmice od 12. do 22. kola (2. utakmica između klubova) rezultat nakošen - nije vidljiv redoslijed odigravanja međusobnih utakmica iz dostupnih izvora rezultat smanjen * - iz dostupnih izvora nije uočljiv domaćin susreta prekrižen rezultat - poništena ili brisana utakmica p - utakmica prekinuta 3:0 p.f. / 0:3 p.f. - rezultat 3:0 bez borbe n.i. - nije igrano |                           |      |      |     |     |     |     |     |       |      |     |     |     |

 Izvori:

## Unutarnje poveznice
- Zagrebačka zona – Sjever 1976./77.